# Deutscher Musiker-Verband
Der Deutsche Musiker-Verband (DeMuV) wurde 1919 gegründet. Die freie Gewerkschaft organisierte Musiker in der Weimarer Republik.

## Geschichte

### Deutscher Musiker-Verband (DeMuV)
Die Gewerkschaft wurde zum 1. Juli 1919 mit der Fusion des Allgemeinen Deutschen Musiker-Verbandes und des Zentralverbandes der Zivilmusiker Deutschlands gegründet. Sitz der Gewerkschaft war in Berlin. Gegliedert war der Verband in fünf Bezirke und zehn Gaue. Vorsitzender war von 1919 bis 1933: Gottlieb Fauth.
Der Verband war Mitglied beim Allgemeinen Deutschen Gewerkschaftsbund und international bei der Internationalen Musiker-Union mit Sitz in Brüssel.

### Zeit des Nationalsozialismus
Die Machtergreifung der Nationalsozialisten im Januar 1933 und die Besetzung der Gewerkschaftshäuser am 2. Mai 1933 bedeuteten das Ende der freien Gewerkschaften in Deutschland, so auch des Deutschen Musiker-Verbandes.

### Deutscher Musikerverband (Ostdeutschland)
Als Nachfolge-Organisation nach dem Zweiten Weltkrieg wurde am 18. Juni 1946 in Ostdeutschland die Gewerkschaft für Kunst, Schrifttum und freie Berufe gegründet, die bereits im August des Jahres in Gewerkschaft Kunst und Schrifttum umbenannt wurde und schließlich zusammen mit einer zweiten Gewerkschaft am 21. Februar 1951 zur Gewerkschaft Kunst (DDR) verschmolz. Der Deutsche Musikerverband wurde am 27. November 1947 als Fachsparte innerhalb der Gewerkschaft Kunst und Schrifttum ins Leben gerufen.

### Deutscher Musikerverband (DMV)
In Westdeutschland wurde 1946 der Deutsche Musikerverband (DMV) mit Hauptsitz in Düsseldorf (seit Mitte 1969 in West-Berlin) unter geänderter Schreibweise wiedergegründet. Die Mitglieder behielten grundsätzlich ihre vor 1933 im DeMuV erworbenen Ansprüche.  Am 27. September 1949 gehörte der DMV zu den Gründungsmitgliedern der Gewerkschaft Kunst der BRD. Die Gewerkschaft Kunst ihrerseits gehörte kurz darauf (12. Oktober 1949) zu den Gründungsmitgliedern des Deutschen Gewerkschaftsbundes (DGB). Die Einzelgewerkschaften in der Gewerkschaft Kunst blieben weitgehend rechtlich selbständig. Die Gliederung des DMV bestand aus Landes- und Ortsverwaltungen. Der Deutsche Musikerverband war Mitglied der Internationalen Musikerföderation (FIM).
Konkurrenzlos in der gewerkschaftlichen Vertretung von Musikern war der Deutsche Musikerverband nicht: andere Musiker gehörten anderen Gewerkschaften an, darunter befanden sich die Gewerkschaft Öffentliche Dienste, Transport und Verkehr (ÖTV) und die ebenfalls in Düsseldorf ansässige Deutsche Orchestervereinigung (DOV), die Glied der Deutschen Angestellten-Gewerkschaft (DAG) war. Die DOV wurde 1952 faktisch als Abspaltung des DMV gegründet. Schlüsselfigur war Hermann Voss, der als Justiziar des DMV aufgrund diverser Meinungsverschiedenheiten entlassen, als Konkurrenz die DOV zusammen mit knapp 70 Musikern gründete und deren langjähriger Geschäftsführer war.
Das Verhältnis zwischen DOV und DMV blieb ein sehr angespanntes und eskalierte ab 1956. Nach Angaben des DMV wurden von Seiten des DOV Falschbehauptungen über den DMV aufgestellt und Abwerbeaktionen gestartet. Der DMV klagte wiederholt gegen die DOV vor dem Landgericht Düsseldorf.
Eines der Argumente des DOV übernahmen der DGB und die Gewerkschaft Kunst: Die Annahme von so genannten IFPI-Mitteln (via der FIM) sei nicht statthaft und mache den DMV tarifvertragsunfähig. Die Gewerkschaft Kunst schloss daraufhin den DMV aus, nahm ihn am 13. Mai 1959 wieder auf und schloss ihn wieder aus nämlichen Grunde 1962 aus. Das Landgericht Düsseldorf gab dem DMV zunächst in seiner angestrebten einstweiligen Verfügung gegen den DGB und die Gewerkschaft Kunst und später in der Klage Recht. Der DMV habe seine Tariffähigkeit nicht verloren, der Ausschluss sei „grob unbillig“, die IFPI-Gelder seien keine Zuschüsse von Dritten, sondern Entgelte an ausübende Künstler, so seinerzeit das Landgericht Düsseldorf.